# Lophodermium crassum
Lophodermium crassum är en svampart som beskrevs av Darker 1932. Lophodermium crassum ingår i släktet Lophodermium och familjen Rhytismataceae.   Inga underarter finns listade i Catalogue of Life.